# Ривз, Саския
Са́ския Ривз (англ. Saskia Reeves, род. 16 августа 1961, Паддингтон, Лондон, Англия) — английская актриса. Наиболее известна по ролям в фильмах «Закрой мои глаза» (1991) и «Удостоверение» (1995) и мини-сериалах «Дюна» (2000) и «Волчий зал» (2015). Также она много играла в театре, начитывала аудиокниги и участвовала в радио-передачах.

## Ранняя жизнь и образование
Ривз родилась и выросла в Лондоне в семье англичанина и голландки. Она окончила Гилдхоллскую школу музыки и театра.

## Избранная фильмография
- Закрой мои глаза (1991)
- Невеста декабря (1991)
- Удостоверение (1995)
- Воздушный поцелуй (1995)
- Дюна (2000)
- Воскрешая мёртвых (2003)
- Я и Орсон Уэллс (2009)
- Убийства в Мидсомере (2009)
- Лютер (2010)
- Льюис (2011)
- Вера (2013)
- Нимфоманка (2013)
- Волчий зал (2015)
- Шетланд (2016)
- Белгравия (2020)
- Скользкий путь (2020)
- Медленные Лошади (2022)